# EV12 Noordzeeroute
De Noordzeeroute (North Sea Cycle route) is een geheel bewegwijzerde fietsroute op Europese schaal van zo'n 7250 kilometer lang. De route maakt deel uit van het EuroVelo-fietsroutenetwerk van de European Cyclists' Federation, en is opgezet met financiering vanuit een Interreg-programma van de Europese Unie. Het type bewegwijzering verschilt van land tot land omdat gebruik wordt gemaakt van nationale netten van lange-afstandsfietsroutes. De route is vooral bedoeld voor fietsvakanties.

## Routebeschrijving
Per land zijn de belangrijkste steden die doorkruist worden:
| Land                | Belangrijkste steden (kruising met andere EuroVelo) |
| ------------------- | --- |
| Noorwegen           | Bergen (EV1), Haugesund, Stavanger, Kristiansand, Arendal, Larvik, Frederikstad (EV3) |
| Zweden              | Göteborg (EV3, EV7), Halmstad (EV7) |
| Denemarken          | Grenaa, Frederikshavn (EV3), Esbjerg |
| Duitsland           | Husum, Hamburg (EV3), Bremerhaven, Wilhelmshaven, Emden |
| Nederland           | Delfzijl, Harlingen, Den Helder, Haarlem, Den Haag (EV2), Hoek van Holland (EV2, EV15, EV19), Burgh-Haamstede, Vlissingen (EV4), Breskens                                                                   |
| België              | Knokke-Heist, Oostende, Koksijde |
| Frankrijk           | Duinkerke, Calais (EV4, EV5) |
| Verenigd Koninkrijk | Canterbury (EV5), Londen (EV2), Chelmsford, Colchester (EV2), Norwich, Lincoln, Hull, Sunderland, Edinburgh, Dunfermline, Dundee, Aberdeen (EV1), Inverness (EV1), Thurso, Orkneyeilanden, Shetlandeilanden |

De route maakt een ronde om de Noordzee. Meestal ligt de route niet ver van de kust, maar zo af en toe - met name in Engeland - wordt de afstand tot de Noordzee behoorlijk groot. Voor gidsen en toelichtingen moet gebruikgemaakt worden van het materiaal dat per land beschikbaar is. In sommige gevallen kan dat er toe leiden dat het alleen beschikbaar is in de taal van dat land. De Duitse firma Esterbauer levert Duitstalige gidsen voor de route in Duitsland, maar ook in andere landen. De website van de North Sea Cycle Route geeft een overzicht van beschikbare boekjes en kaarten. De stichting Europafietsers bracht jaarlijks een informatiebrochure over de route uit.

### Noorwegen
In Noorwegen maakt de route de gehele weg gebruik van de landelijke route 1. Kystruta, een van de nationale fietsroutes van Noorwegen. Lokaal heet deze route North Sea Cycle Route (vanaf de start in Bergen tot Kristiansand, The Archipelago Route (tussen Kristiansand en Larvik and The Oslofjord route naar de gelijknamige Oslofjord tussen Larvik en Svinesund. Bij de start in Bergen kan worden aangesloten op de EV1 Atlantische Kustroute. Vanaf Frederikstad loopt de EV3 Pelgrimsroute parallel mee.

### Zweden
In Zweden volgt de route het Kattegat. Tussen Göteborg en Helsingborg via de Kattegattleden, een van de nationale fietsroutes van Zweden. Tot het veer bij Halmstad loopt de EV3 Pelgrimsroute parallel mee.

### Denemarken
Vanaf Grenaa volgt de route de kust van Jutland. Tot Skagen maakt de route gebruik van de Nationale fietsroute 5 - Oostkustroute, vanaf Skagen tot de Duitse grens van de Nationale fietsroute 1 - Westkustroute.

### Duitsland
In Duitsland volgt de route de kustlijn van de Waddenzee via de D1 - Noordzeeroute.

### Nederland
In Bad Nieuweschans komt de route Nederland binnen. Tot Den Helder volgt ze de kustlijn van de Waddenzee en passeert de Afsluitdijk. Vanaf Den Helder gaat de route zuidwaarts langs de Noordzee en passeert hierbij het Nationaal Park Zuid-Kennemerland. In Nederland is de gehele route bewegwijzerd als LF Kustroute. Op de Afsluitdijk loopt de LF Zuiderzeeroute parallel mee. 
Tussen Den Haag en Hoek van Holland loopt de route parallel met de EV2 Hoofdstedenroute. In Hoek van Holland sluit de route aan op de EV15 Rijnroute en de EV19 Maasroute. 
De route voert over een aantal (voormalige) Zuid-Hollandse Eilanden en Zeeuwse Eilanden. Hierbij worden een aantal belangrijke Deltawerken aangedaan, zoals de Oosterscheldekering. Vanaf Vlissingen loopt de route parallel met de EV4 Midden-Europaroute.

### België
In België is de route eveneens bewegwijzerd als LF Kustroute. De route voert langs Zeebrugge en de IJzermonding. Bij De Panne wordt de grens met Frankrijk overgestoken. In België loopt de route parallel met de EV4 Midden-Europaroute.

### Frankrijk
In Frankrijk loopt de route parallel met de EV4 Midden-Europaroute en La Vélomaritime tot het veer in Calais. Hier wordt met het veer het Nauw van Calais overgestoken. In Calais kan worden aangesloten op de EV5 Via Romea Francigena.

### Verenigd Koninkrijk
Tot aan Canterbury loopt de route parallel met de EV5 Via Romea Francigena. Tussen Londen en Colchester loopt de route parallel met de EV2 Hoofdstedenroute. De route loopt na Engeland door Schotland en doet de Schotse hoofdstad Edinburgh aan. Tussen Aberdeen en Inverness loopt de route parallel met de EV1 Atlantische Kustroute. Via de Orkneyeilanden en de Shetlandeilanden gaat de route terug naar Noorwegen en de startplaats Bergen. Er wordt gebruikgemaakt van de bewegwijzering van het National Cycle Network.